# Eugoa strigicosta
Eugoa strigicosta är en fjärilsart som beskrevs av Walker 1862. Eugoa strigicosta ingår i släktet Eugoa och familjen björnspinnare. Inga underarter finns listade i Catalogue of Life.